# Tomașivți, Kaluș
Tomașivți (în ucraineană Томашівці) este localitatea de reședință a comunei Tomașivți din raionul Kaluș, regiunea Ivano-Frankivsk, Ucraina.

## Demografie
Componența lingvistică a localității Tomașivți
     Ucraineană (99,33%)
     Alte limbi (0,67%)
Conform recensământului din 2001, majoritatea populației localității Tomașivți era vorbitoare de ucraineană (99,33%), existând în minoritate și vorbitori de alte limbi.